# Roberto Gómez (jinete)
Roberto Gómez (Santiago, 11 de julio de 1941) es un jinete chileno que compitió en la modalidad de doma. Ganó dos medallas de plata en los Juegos Panamericanos de 1971, en las pruebas individual y por equipos.

## Palmarés internacional
| Juegos Panamericanos | Juegos Panamericanos | Juegos Panamericanos | Juegos Panamericanos |
| Año                  | Lugar                | Medalla              | Categoría            |
| -------------------- | -------------------- | -------------------- | -------------------- |
| 1971                 | Cali (Colombia)      | Medalla de plata     | Individual           |
| 1971                 | Cali (Colombia)      | Medalla de plata     | Por equipos          |